# Хојт Лејкс (Минесота)
Хојт Лејкс (енгл. Hoyt Lakes) град је у америчкој савезној држави Минесота.

## Демографија
По попису из 2010. године број становника је 2.017, што је 65 (-3,1%) становника мање него 2000. године.
| Група             | 2000.         | 2010.         |
| Белци             | 2.062 (99,0%) | 1.975 (97,9%) |
| Афроамериканци    | 6 (0,3%)      | 0 (0,0%)      |
| Азијати           | 2 (0,1%)      | 0 (0,0%)      |
| Хиспаноамериканци | 4 (0,2%)      | 6 (0,3%)      |
| Укупно            | 2.082         | 2.017         |